# Beclean
Beclean (del húngaro: Bethlen) es una ciudad de Rumania situada en el distrito de Bistrița-Năsăud.

## Geografía
Se encuentra a una altitud de 260 m s. n. m. a 439 km de la capital, Bucarest.

## Demografía
Según estimación 2012 contaba con una población de  habitantes.
| 1948 | 1956 | 1966 | 1977  | 1992   | 2002   | 2012 |
| s/d  | s/d  | s/d  | 6 957 | 11 606 | 10 878 |      |